# Нейдгардт Марія Олександрівна
Марія Олександрівна Нейдгардт, до шлюбу Тализіна (нар. 17 травня 1831 — пом. 5 травня 1904) — російська благодійниця, головуюча Ради Дамського піклування про бідних (з 1876 року). Кавалерственна дама ордену Святої Катерини (14 травня 1896). Сестра Аркадія Тализіна, правнучка генералісимуса Олександра Суворова.

## Біографія
Марія Олександрівна народилася 1831 року в численній (5 синів і 4 дочки) сім'ї камергера Олександра Степановича Тализіна та Ольги Миколаївни (1803—1882), дочки графа Миколи Зубова і знаменитої «Суворочки». Її батько, син генерал-майора Степана Тализіна, володів підмосковною садибою Дєнєжніково. Загоскін у своїх «Спогадах» писав про сім'ю Тализіних: «О. С. Тализін, корінний багатий москвич, чесний, благородний чоловік, користувався загальною повагою; дружина його, уроджена графиня Зубова, розумна, добра і люб'язна, була головуючою Ради жіночих шкіл у Москві. Дочки успадкували разом з прекрасними душевними якостями своєї матері і веселість її характеру, були милі і дуже прості у спілкуванні».
Ольга Миколаївна багато часу і сил присвячувала турботі про нужденних, у 1851 році вона заснувала Маріїнське училище і стала попечителькою. Марія Олександрівна, наслідуючи приклад матері, також займалася благодійністю. У 1865 році вона отримала від матері пост попечительки Маріїнського училища, яке під її керівництвом було збільшено до трьохсот дівчат. 3 листопада того ж року вона стала членом Ради, а 11 грудня 1870 року — попечителькою Хамовницького відділення Дамського піклування про бідних.
У 1876 році Софія Щербатова, засновниця і перша головуюча піклування, подала імператриці Марії Олександрівні прохання «про звільнення через похилі літа». 17 лютого воно було задоволено, також імператриця ухвалила рішення про вибір нової головуючої з числа членів Ради. 4 березня Марія Нейдгардт була обрана більшістю голосів, 18 березня її кандидатура була Височайше затверджена. Разом зі своїм чоловіком Борисом Олександровичем, який був почесним членом піклування, вона займалася влаштуванням нових притулків, богаділень, лікарень і будинкових церков, установою допомоги та стипендій. Їх внучка Марія Столипіна згадувала: "він Був почесним опікуном в Москві і, як такий, мав справу з масою притулків, виховних будинків, шкіл, і скрізь діти його зустрічали з криками «казенний тато приїхав» і дуже любили його.
Бабуся теж завідувала великим числом богоугодних і навчальних закладів, і вранці, в Москві, кожен із них сидів у своєму кабінеті, приймаючи секретарів і прохачів "Відзначаючи діяльність піклування і його керівниці, імператриця  Марія Федорівна писала 5 квітня 1887 року:
|  | Справедливо вважаючи за найкраще корисну діяльність Дамського Піклування про бідних в Москві, Я із задоволенням висловлюю вам, як головуючий онаго, мою щиру вдячність за понесені вами праці і доручаю вам передати Мою подяку всім, у міру сил сприяти розвитку його установ. |

За свою працю на благодійному терені Марія Олександрівна була удостоєна ряду нагород: Маріїнського знака за XXV років бездоганну службу, ордена Святої Катерини малого хреста (14 травня 1896), медалі «В пам'ять царювання імператора Олександра III» і ювілейного знака «В пам'ять виконання 2 травня 1897 року 100 років існування Відомства установ Імператриці Марії».
Сімейство Нейдгардтів проживало в старовинному двоповерховому будинку на Арбаті «з товстими мурами, великими кімнатами, затишними і ошатними.» За спогадами онуки, «весь уклад життя на Арбаті, чинний, патріархальний і широкий». Кожен член, включаючи Олександр і Ганна, що проживали тривалий час з батьками, займав по кілька своїх кімнат. У будинку було багато челяді, яка прослужила багато років і «зовсім зріднилися з сім'єю.»
Пізніше два верхні поверхи здавалися в аренду, а в будинку було проведено електрику. Сім'я володіла кількома маєтками в різних губерніях Російської імперії. Марії Олександрівні належало більш ніж 8000 десятин землі біля села Шентала Спаського повіту Казанської губернії. У 1868 році Борис Олександрович придбав садибу Відрада (нині селище Новий світ) у Нижньогородській губернії. Часто Нейдгардти літні місяці проводили у дочки і зятя в Колноберже, приїжджаючи туди в особистому вагоні.
Нейдгардти займали досить високе становище при імператорському дворі: Борис Олександрович був обер-гофмейстером. Душею сім'ї була Марія Олександрівна, «дуже повна, завжди спокійна і незмінно ласкава». Вона була знайома з Іваном Тургенєвим, який "в свій час читав у бабусі вголос «Записки мисливця» і з молодості мала альбом, в якому «збирала підписи знаменитих людей, з якими зустрічалася.».

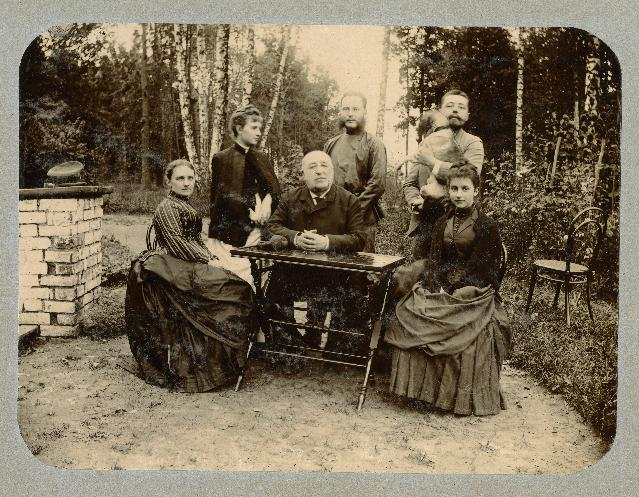
Зліва направо сидять: Марія Олександрівна, Борис Олександрович, Анна; стоять: Ольга, Олексій та Дмитро

Марія Олександрівна Нейдгардт померла 5 травня 1904 року в Москві і була похована на кладовищі Новодівичого монастиря поруч з чоловіком.

## Шлюб і діти
Марія Олександрівна стала дружиною таємного радника Бориса Олександровича Нейдгардта (1819—1900), сина генерала від інфантерії Олександра Івановича Нейдгардта і його дружини Ганни Борисівни, до шлюбу княжни Черкаської.
У шлюбі народилися:
- Олександр (1857—1907);
- Ольга (1859—1944) — фрейліна, з 1884 року дружина голови Ради міністрів Петра Аркадійовича Столипіна;
- Дмитро (1861/1862—1942) — сенатор, член Державної ради. Одружений з Варварою Олександрівною Пономарьовою (1875—1924);
- Олексій (1863—1918, розстріляний) — член Державної ради. Одружений з княжною Любовю Миколаївною Трубецькою (1868—1928), донькою мінського губернатора князя Миколи Трубецького. У 2000 році канонізований Російською православною церквою до лику святих;
- Ганна (1868—1939) — дружина міністра закордонних справ Сергія Сазонова.